# HMS Arcturus (T110)
HMS Arcturus (T110) var en svensk torpedbåt av Plejad-klass som sjösattes 1956. Hon hade Nya Varvet i Göteborg som hemmahamn 1977. Hon utrangerades 1981 och såldes för skrotning i Göteborg. Namnet Arcturus har den fått från en stjärna i stjärnbilden Björnvaktaren.